# Valdeaveruelo
Valdeaveruelo – gmina w Hiszpanii, w prowincji Guadalajara, w Kastylii-La Mancha, o powierzchni 17,36 km². W 2011 roku gmina liczyła 1090 mieszkańców.